# 걸포북변역
걸포북변(마디척병원)역(Geolpobukbyeon(Madicheok Hospital)Station, 傑浦北邊驛)은 경기도 김포시 북변동에 위치한 김포 도시철도의 전철역이다. 나진포천 하저터널로 운양역과 연결된다.

## 역사
- 2016년 6월 20일: 걸포북변역으로 역명 확정[1]
- 2019년 9월 28일 : 김포 도시철도 개통과 함께 영업 개시

## 역 구조
2면 2선 상대식 승강장이다.승강장에 스크린도어가 설치되어 있다.
| 운양 ↑ |
| \| 상  |
| ↓ 사우 |

| 상행 | ● 김포 도시철도 | 양촌 방면     |
| 하행 | ● 김포 도시철도 | 김포공항 방면 |

## 역 주변
- CGV 김포한강
- 걸포초등학교
- 김포서초등학교
- 김포본동 행정복지센터
- 중봉도서관
- 김포우리병원

## 인접한 역
| 김포 도시철도       | 김포 도시철도   | 김포 도시철도                     |
| ------------------- | --------------- | --------------------------------- |
| G104 운양 양촌 방면 | ● 김포 도시철도 | G106 사우(김포시청) 김포공항 방면 |